# Jordi Casals
Jordi Casals (* 1973 in Terrassa) ist ein katalanischer Chorleiter und Dirigent.

## Leben
Seine erste musikalische Ausbildung erhielt Jordi Casals von seinem Vater, einem Organisten und Chorleiter, in Form von Klavierunterricht. Darüber hinaus war er Sopransolist bei den Sängerknaben im Benediktinerkloster in Montserrat. Später studierte er nicht nur Klavier und Gesang am Konservatorium seiner Heimatstadt, sondern betrieb gleichzeitig das Studium der Publizistik an der Universitat Autònoma in Barcelona.
Von 1999 bis 2003 studierte er Dirigieren am Konservatorium der Stadt Wien bei Reinhard Schwarz und Georg Mark sowie Chorleitung bei Guido Mancusi. Seine Studien schloss er im Rahmen eines Konzertes mit dem RSO Wien mit Auszeichnung ab.
Ab 1992 gründete und leitete er verschiedene Chöre in seiner Heimat und in Österreich. So war er unter anderem Leiter des Unisono Chores Wien, seit 2002 leitet er den Marienchor und das Marienkirchenorchester in Perchtoldsdorf. Gleichzeitig ist er als Assistent bei Roberto Gini in Italien und Gianluca Capuano in Frankreich tätig.
In den Jahren 2003 und 2004 assistierte er Guido Mancusi am Konservatorium der Stadt Wien, im März 2006 wurde er als Dozent für Chor- und Ensembleleitung an das Institut für Orgel, Orgelforschung und Kirchenmusik der Universität für Musik und darstellende Kunst Wien berufen.
Darüber hinaus arbeitet Jordi Casals seit 2003 eng mit Erwin Ortner, dem künstlerischen Leiter des Arnold Schoenberg Chores zusammen und wirkt als Chordirektor dieses Klangkörpers bei Opernproduktionen am Theater an der Wien und bei renommierten Festivals (Aix-en-Provence, Edinburgh Festival, Luxemburg, Baden-Baden).
Gastdirigate absolvierte er bei verschiedenen Chören und Orchestern (World Voices, World Chamber Choir, Barcelona Madrigalchor, Arnold Schoenberg Chor, Terrassa Kammerorchester, Andorra National Kammerorchester, Liceu Akademieorchester). Diese führten ihn nach Frankreich, Italien, Deutschland, Andorra und Spanien, u. a. mit Georg Friedrich Händels Messiah, Marc-Antoine Charpentiers Te Deum, Johann Sebastian Bachs Magnificat, Antonio Vivaldis Gloria, Felix Mendelssohn Bartholdys Lobgesang und Welturaufführungen, wie der Johannespassion von Enric Ferrer.

## Auszeichnungen
- 2. Preis (Kategorie Polyphonie) mit dem Chor World Voices beim XXXIII. Internationalen Chorwettbewerb (Tolosa, Spanien, Oktober 2001)
- Preisträger des Erwin-Ortner-Fonds zur Förderung der Chormusik (Wien, Dezember 2002)
- 2. Preis (Kategorie gemischte Chöre) mit dem Unisono Chor Wien beim XXI. Internationalen Chorwettbewerb Franz Schubert (Wiener Konzerthaus, November 2004).[1]